# Piet Tiggers

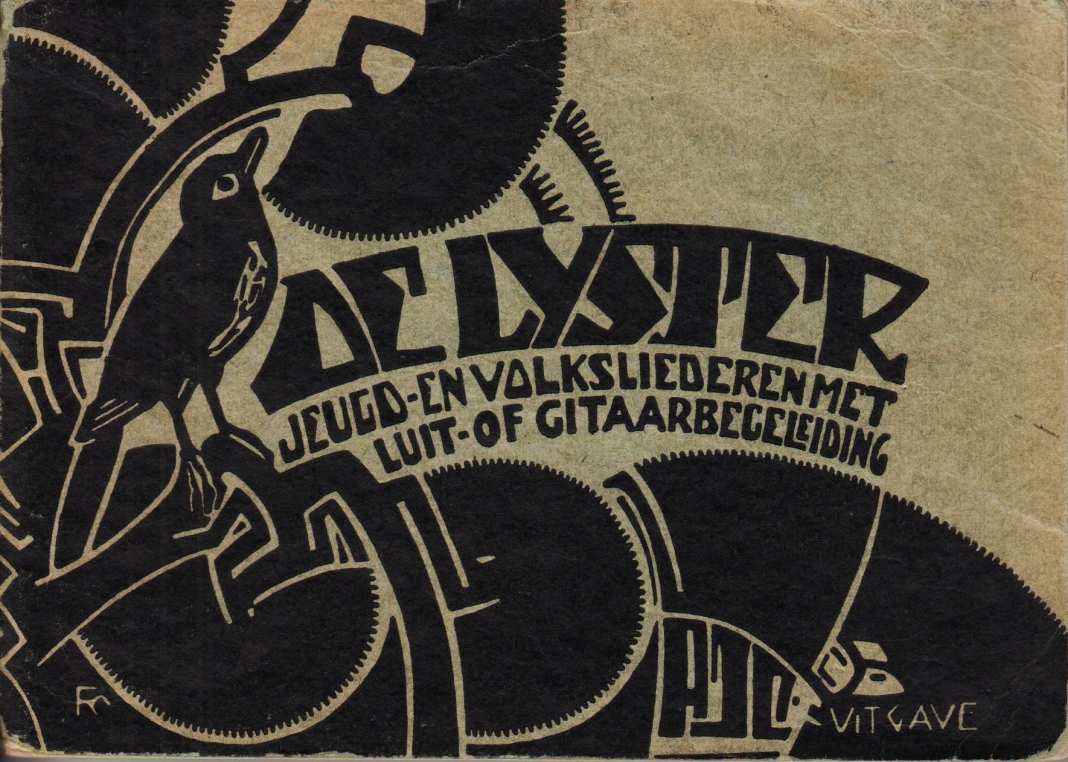
Muziekbundel De Lijster (ontwerp omslag Fré Cohen)

Petrus Johannes (Piet) Tiggers (Amsterdam, 18 oktober 1891 - aldaar, 12 april 1968) was een musicus, muziekcriticus en directeur van de Nederlandse Opera. 

## Leven en werk
Tiggers werd opgeleid als onderwijzer aan de Rijkskweekschool te Haarlem (1907-1911), waar hij ook een vriendschap opbouwde met zijn klasgenoot Koos Vorrink en lid werd van de Kweekelingen Geheelonthouders Bond (KGOB). Al tijdens die opleiding vatte hij een muziekstudie aan bij Berckenhoff en Wilhelm Heinrich Christoph Schmölling in Haarlem (piano, orgel, viool en cello), Ook was hij enige tijd leerling van Willem Andriessen (piano) en Jan Dekker (zang), Hij werd na het vervullen van de dienstplicht (een combinatie van die twee opleidingen) in 1916 docent aan de Toonkunstmuziekschool te Amersfoort, een functie die hij tot 1920 aanhield en combineerde met optredens in Nederland. In 1919 maakte hij nog kennis met Willem Pijper, die hem nog wat compositieleer bijbracht. In Amersfoort was hij ook koordirigent, hij stond onder meer voor de "Amersfoortsche Opera Vereeniging". Diezelfde functie had hij in de jaren twintig ook bij de "Groninger Opera Vereeniging". In 1926 was hij met Paul F. Sanders oprichter van de "Hollandsche Kamermuziekvereeniging". 
Na een bezoek met zijn vrouw aan een internationale jeugddag in Bielefeld (Duitsland), werd Tiggers enthousiast over de Arbeiders Jeugd Centrale (AJC). Onder aanmoediging van zijn vriend Vorrink richtte Tiggers zijn energie op de AJC, waar hij een cultureel kader schiep voor muziekbeoefening. 
Van 1930 tot 1940 was Tiggers redacteur van Het Signaal. Maandblad voor Lekenspel, en in die tijd gaf Tiggers ook enkele muziekbundels uit voor de A.J.C. met volksmuziek en -liederen, zoals De Merel, De Lijster en De Wielewaal. Het grootste succes oogstte hij met de bundel Nederlands Volkslied, die hij samen met Jop Pollmann bezorgde. Dit boekje bereikte 19 drukken, en werd in 400.000 exemplaren over Nederland verspreid.
In de jaren 1930 was Tiggers actief bij de VARA, waar hij van 1930 tot 1932 Paedagogische concerten en van 1932 tot 1940 Muzikale babbeltjes presenteerde. Hier kwam ook zijn onderwijzersaard weer naar boven, daar hij de fragmenten dikwijls inleidde. Tussen 1923 en 1942 was Tiggers ook actief als muziekrecensent, bij onder meer het Utrechts Nieuwsblad, De Stem en De Muziek. Hij gaf ook colleges aan de Volksuniversiteit (volks- en jeugdmuziekbeoefening te Enschede, Almelo, Utrecht en Amersfoort). 
In 1940 trad Tiggers weer in dienst (hij was kapitein, reserve-officier) , waar hij zich bezighield met het muziekonderwijs aan militairen, wat hij deed tot enkele maanden na de capitulatie. Tussen 3 april 1943 en 26 januari 1943 zat Tiggers gevangen in het Oranjehotel te Scheveningen, ook zat hij enige tijd in Amersfoort, Mühlberg, Neubrandenburg en Tittmoning. De beschuldiging was spionage met de Groep Vorrink, die verraden werd door Anton van der Waals, in Duitsland zat hij vast als krijgsgevangene, alwaar hij via het Rode Kruis wat muziekinstrumenten wist te regelen en ook een koor van krijgsgevangenen wist te leiden.  Na de oorlog werd Tiggers niet echt meer actief binnen de AJC, maar hij ontplooide wel weer andere activiteiten. Hij was met Dien Kes, Marie Veldhuyzen en Jop Pollmann in 1949 en 1950 redacteur van het muziektijdschrift Lusthof der lekenmuziek. Hij trad weer in dienst van de VARA, waar hij tot 1947 weer 'Muzikale babbeltjes' presenteerde, en daarna tot 1955 Wij en de Muziek. Hij werd ook wederom recensent, ditmaal bij het Algemeen Handelsblad _1945-1955). Hij eindigde zijn loopbaan als directeur van de Nederlandse Opera (1955-1959). 
Een maand voor zijn dood zegde Tiggers,lid sinds 1921, nog zijn lidmaatschap van de PvdA op, daar hij zich niet kon verenigen met de nieuwe politieke koers, van Tien over Rood.
Tiggers componeerde gedurende zijn leven ook enkele werken met name strijkkwartetten en sonates.

## Persoonlijk leven
Hij was zoon van organist Albertus Antonius Ludovicus Tiggers en onderwijzeres Petronella Johanna Cleypool. Zuster Bertha Tiggers werd zangeres. Piet Tiggers trouwde zelf met de Groningse verpleegster Line Hoven uit het Wilhelmina Gasthuis, samen kregen voor zover bekend twee kinderen Hans en Albertine (Tineke). Beide kinderen zaten ook enige tijd vast in het Oranjehotel, de dochter ook  vanwege spionage. Piet Tiggers, overleden in zijn woning aan de Apollolaan 53, werd gecremeerd op Westerveld. Dochter Tineke Essen-Tiggers beheerde zijn archief dat zij overhandigde aan de voorloper van het Internationaal Instituut voor Sociale Geschiedenis.
- Digitale Bibliotheek voor de Nederlandse Letteren: tigg001
- Gemeinsame Normdatei: 1118384032
- International Standard Name Identifier: 0000 0000 2377 5651
- Library of Congress Control Number: n84054714
- Nederlandse Thesaurus van Auteursnamen: 069101159
- Virtual International Authority File: 75248734
- WorldCat: E39PBJB8tvHHBVB89TDC66cMfq